# Municipio de Mártires de Tacubaya
El Municipio de Mártires de Tacubaya es uno de los 570 municipios en que se encuentra dividido el estado mexicano de Oaxaca, localizado en su extremo suroccidental, forma parte de la Región Costa y del Distrito de Jamiltepec.

## Geografía
El municipio de Mártires de Tacubaya se encuentra ubicado en el extremo suroeste del estado de Oaxaca, formando parte de la región de la costa, sus coordenadas extremas son 16°30′ - 16°36′ de latitud norte y 98°11′ - 98°18′ de longitud oeste, la altitud va de los 0 a los 300 metros sobre el nivel del mar y su extensión total es de 89,3 kilómetros cuadrados.
Limita al noreste con el municipio de San Juan Cacahuatepec, al este con el municipio de San Sebastián Ixcapa y al sur y este con el municipio de Santiago Llano Grande; al norte limita con el estado de Guerrero en particular con el municipio de Ometepec.

### Orografía e hidrografía
Mártires de Tacubaya se encuentra localizado en la zona de transición entre la planicie costera de tacubaya del Océano Pacífico y la Sierra Madre del Suroeste de aguas calientes, por lo que su territorio es poco elevado y no muy accidentado, existiendo algunas lomas bajas y un declive en sentido norte-sur hacia el océano; fisiográficamente todo el municipio pertenece a la Provincia fisiográfica XII Sierra Madre del Sur y a la Subprovincia fisiográfica 73 Costas del Sur.
La principal corriente del municipio es el río Tuxapa, que cruza el municipio en sentido norte sur; la totalidad del territorio municipal forma parte de la Región hidrológica Costa Chica-Río Verde y la Cuenca del río Ometepec o Grande.

## Demografía
De acuerdo a los resultados de Conteo de Población y Vivienda de 2005 realizado por el Instituto Nacional de Estadística y Geografía, la población total de Mártires de Tacubaya es de 1 189 personas, de los que 566 son hombres y 623 son mujeres; por lo que el 47,6% de su población es de sexo masculino, la tasa de crecimiento poblacional anual de 2000 a 2005 ha sido negativa, del -1,2%, los pobladores menores de 15 años de edad representan al 37,3% de la población, mientras que el restante 53,0% tiene entre esa edad y 64 años, no existen localidades que superen los 2 500 habitantes y por tanto puedan considerarse urbanas y el 3,0% de los pobladores de más de cinco años de edad son hablantes de alguna lengua indígena.

### Localidades
En el municipio de Mártires de Tacubaya se localizan 4 localidades, su población en 2005 es la siguiente:
| Localidad            | Población (2010) |
| -------------------- | ---------------- |
| Mártires de Tacubaya | 873              |
| El Naranjo           | 232              |
| Arroyo Seco          | 72               |
| La Máquina           | 12               |
| Total municipio      | 1 189            |

## Política
El gobierno de Mártires de Tacubaya corresponde al ayuntamiento, este es electo por el principio de partidos políticos, vigente en 146 municipios de Oaxaca, a diferencia del sistema de usos y costumbres vigente en los restantes 424, por tanto su elección es como en todos los municipios mexicanos, por votación directa, universal y secreta para un periodo de tres años no renovables para el periodo inmediato pero si de forma no consecutiva, el periodo constitucional comienza el día 1 de enero del año siguiente a su elección. El Ayuntamiento se integra por el presidente municipal, un Síndico y un cabildo formado por cuatro regidores.

### Representación legislativa
Para la elección de diputados locales al Congreso de Oaxaca y de diputados federales a la Cámara de Diputados federal, Mártires de Tacubaya se encuentra integrado en los siguientes distritos electorales:
Local:
- Distrito electoral local 11 de Oaxaca con cabecera en Santiago Pinotepa Nacional.

Federal:
- Distrito electoral federal 11 de Oaxaca con cabecera en Santiago Pinotepa Nacional.[11]